# Brotkasten

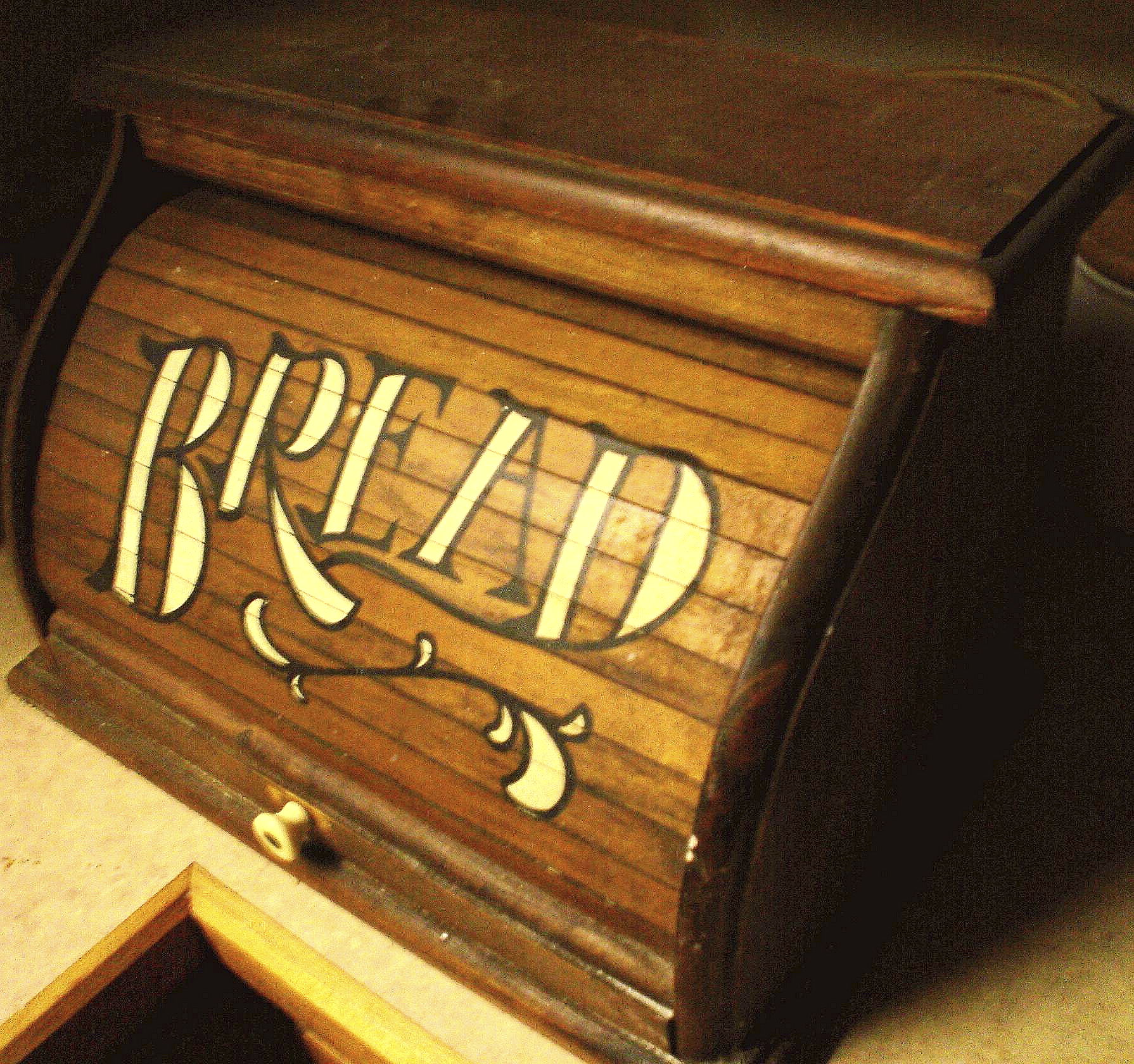
Hölzerner Brotkasten mit Rollmechanik und Schublade

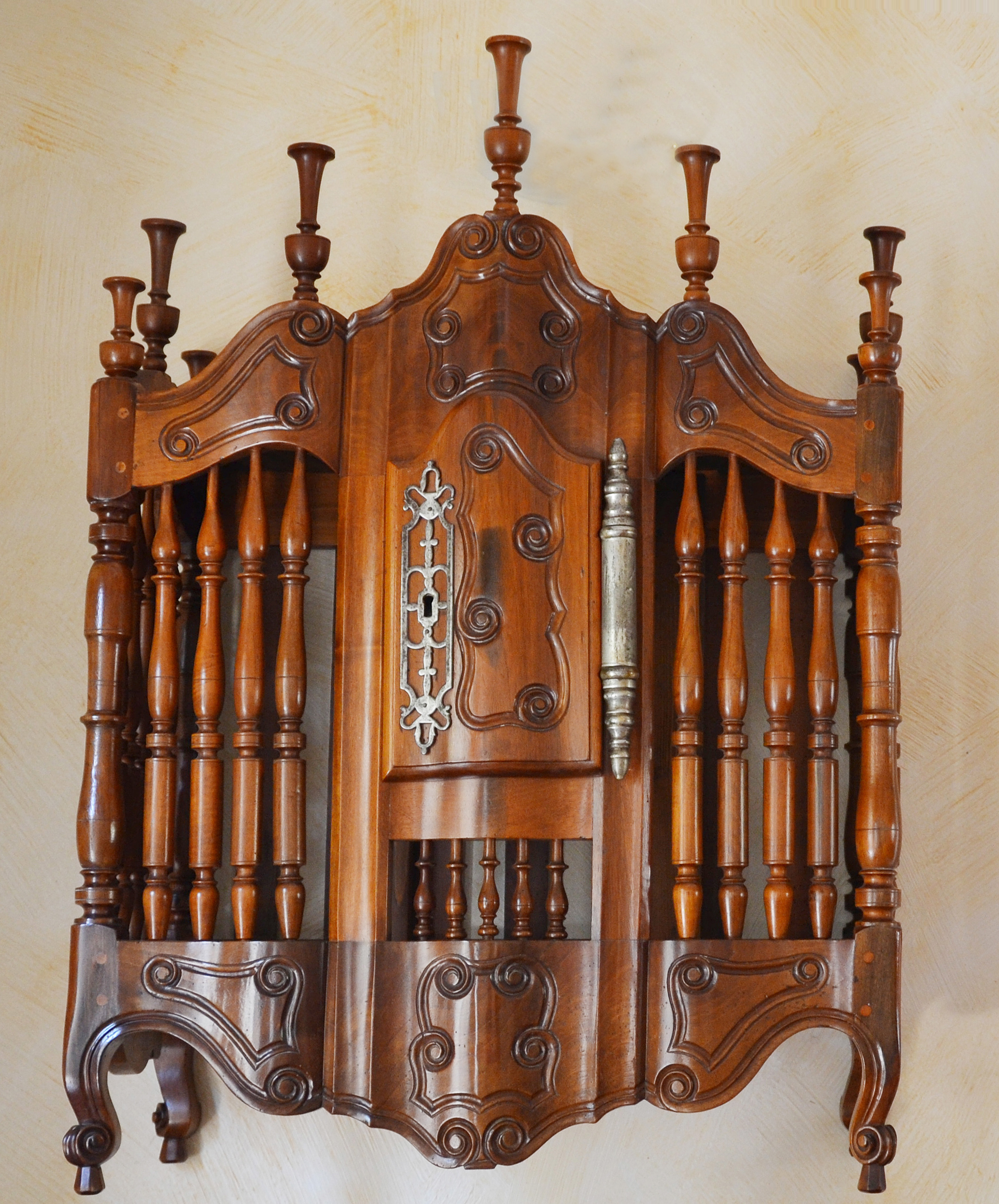
Historischer Brotkasten (Panetière)

Ein Brotkasten ist ein Behälter, meist für den Gebrauch in der Küche, ein Kasten zur Aufnahme und Aufbewahrung von Brotlaiben. Der in Deutschland haushaltsübliche Brotkasten ist aus Blech, Keramik, Kunststoff oder Holz, etwa 40 cm breit, 20 bis 30 cm tief und 15 bis 20 cm hoch – groß genug, um einen 1-Kilogramm-Brotlaib aufzunehmen. Brotkästen sind häufig an der oberen Kante der Vorderseite abgerundet und lassen sich mit Hilfe einer Klapp- oder Rollmechanik öffnen. Ursprünglich dürften solche Behälter auch dem Schutz vor Nahrungsschädlingen wie der Hausmaus gedient haben. Heute steht bei der Benutzung der Wunsch im Vordergrund, das Brot möge länger frisch bleiben.

## Varianten
Brote wurden früher in Frankreich, vor allem in der Bretagne und der Provence, in einer Panetière aufbewahrt, einem kleinen durchbrochenen Schrank an der Wand oder an der Decke. Ansonsten bedeutet französisch panetière einfach „Brotkasten“.
In einigen Haushalten wird schlicht eine Plastiktüte als „Brotkasten“ verwendet. Am längsten hält sich Brot in einem unglasierten Tontopf, wie beispielsweise in einem Römertopf. Elektrisch betriebene Brotkästen erzeugen ein Vakuum, in dem das Brot besonders lange frisch halten soll. Einige Brotkästen mit Rollmechanik haben unter einem Rost, auf den das Brot gelegt wird, eine flache Schublade, um herabfallende Krümel darin aufzufangen. Alle Behältnisse zur Brotaufbewahrung sollten regelmäßig mit Essig ausgewaschen werden, um Schimmelpilzsporen zu reduzieren.

## Sonstiges
„Brotkasten“ ist auch der umgangssprachliche Spitzname für die Heimcomputer C64 und VC20 der Firma Commodore, da deren ältere Gehäusevarianten Ähnlichkeit mit einem solchen haben.